# Триора
Триора (итал. Triora) је насеље у Италији у округу Империја, региону Лигурија.
Према процени из 2011. у насељу је живело 272 становника. Насеље се налази на надморској висини од 765 м.

## Становништво
Према резултатима пописа становништва 2011. у општини је живело 374 становника.
| 1931. | 1936. | 1951. | 1961. | 1971. | 1981. | 1991. | 2001. | 2011. |
| ----- | ----- | ----- | ----- | ----- | ----- | ----- | ----- | ----- |
| 1.875 | 1.757 | 1.319 | 984   | 713   | 507   | 418   | 408   | 374   |